# Jiujitsu
| Jiujitsu (柔術)                         | Jiujitsu (柔術)                                                                            |
| --------------------------------------- | ------------------------------------------------------------------------------------------ |
| Jiujitsu in Japanse kalligrafie (Kanji) |                                                                                            |
| Japanse Naam                            |                                                                                            |
| Ook bekend als                          | jūjutsu, ju-jitsu of jioe-jitsoe                                                           |
| Land van herkomst                       | Japan                                                                                      |
| Oorsprong                               | Onbekend; aangepast door Samurai (militaire kaste) en burgers                              |
| Ouderschap                              | Historisch                                                                                 |
| Voortgekomen vechtkunsten               | Aikido, Hapkido, Bartitsu, Braziliaans jiujitsu (via judo), Judo, Sambo (via judo), Shooto |
| Olympische sport                        | Nee                                                                                        |

Jiujitsu (Japans:柔術), jūjutsu luisterⓘ), ju-jitsu of jioe-jitsoe kan vertaald worden als "zachte kunst", of nog correcter als "soepele techniek". Het is een Japanse zelfverdedigingskunst waarmee men in een paar seconden een aanvaller kan controleren of uitschakelen. De beoefenaar ervan heet een jiujitsuka. Jiujitsu is als budokunst geschikt voor alle leeftijden. In het jiujitsu leert men niet alleen zich te verdedigen tegen verschillende aanvallen, maar ook het uitvoeren van verschillende aanvalstechnieken, zoals atemi (stoten en schoppen), klemmen, drukpunten en wurgingen.
Jiujitsu is in principe geen sport, hoewel er wel een sportieve versie van bestaat, die vaak ook kortweg jiujitsu genoemd wordt, dat het fighting system, groundfight,  duo system en Random Attacks kent. Een vechtsport is gebonden aan regels, jiujitsu daarentegen is bij uitstek een vechtkunst, gebaseerd op de aanval van een tegenstander vanuit alle denkbare posities en vanuit diverse vechtdisciplines. Dit impliceert een verdediging die gebruikmaakt van de meest geschikte technieken tegen die aanval. Dat dit gepaard kan gaan met technieken die als onsportief en oneerlijk worden beschouwd in de reguliere vechtsporten, kenmerkt juist het jiujitsu.
Het moment van verdedigen en de manier waarop er verdedigd wordt is immers het gevolg van de aanval van de tegenstander; hij of zij neemt immers op dat moment het risico en probeert de integriteit van de aangevallene te beschadigen.

## Technieken uit het jiujitsu
Het jiujitsu is een zeer technische zelfverdedigingskunst. Het oefenen van met name bepaalde subtielere technieken dient doorgaans veelvuldig herhaald te worden, voordat deze technieken effectief kunnen worden toegepast.
De technieken uit het jiujitsu worden in drie hoofdgroepen onderverdeeld: de nage waza of werptechnieken, de katame waza of greeptechnieken en de atemi waza of slag-, stoot- en traptechnieken.
Bij het toepassen van technieken uit het jiujitsu kunnen de gevolgen voor een aanvaller zeer ernstig zijn. Veel technieken kunnen bijvoorbeeld in botbreuken resulteren. Aan de andere kant is er een zodanige rijkdom aan technieken, dat in zeer veel gevallen de tegenstander onschadelijk kan worden gemaakt, zonder hem of haar enige verwonding toe te brengen, bijvoorbeeld door gebruik te maken van klemtechnieken. Gegeven een bedreiging, kan de jiujitsuka doorgaans kiezen uit diverse technieken, als dit niet het geval zou zijn, zou de verdediging overigens ook te voorspelbaar zijn.
In het algemeen geldt: bij het trainen van elke vechtsport zal het nooit om een echt gevecht gaan. Ten behoeve van een veilige beoefening worden technieken niet 'full contact' doorgezet en de effecten ervan deels gesimuleerd. Als voorbeeld: de jiujitsuka geeft tijdens de training zijn of haar trainingspartner niet voluit een knie in het kruis; de partner suggereert in plaats daarvan het effect door dubbel te slaan, waardoor de rest van de techniek kan worden uitgevoerd.
Jiujitsu is een zeer flexibele zelfverdedigingsvorm: als een jiujitsuka een karateka als tegenstander heeft, kan het zijn dat judotechnieken zoals wurgtechnieken en worsteltechnieken effectiever zijn. Tegenover een judoka kunnen karatetechnieken zoals trappen geschikter zijn. Omdat jiujitsu zich niet beperkt tot een bepaalde stijl, kan gewoon iedere techniek die efficiënt is, gebruikt worden. De jiujitsuka zal die technieken proberen te gebruiken die de tegenstander juist niet of minder goed beheerst.

## Geschiedenis van het jiujitsu
De oorsprong van het jiujitsu (ook wel yawara genoemd) is gehuld in nevelen. Veel beoefenaars beschouwen het als een zuiver Japanse vechtkunst, maar doorgaans wordt een Chinese oorsprong verondersteld.
De Samoerai leerden destijds jiujitsu in scholen die elk van elkaar verschilden, zogenaamde ryu. Als een samoerai tijdens een gevecht werd ontwapend, kon hij met blote handen verder vechten. Na het eind van het feodale stelsel werden de subsidies voor de scholen stopgezet en waren de meesters genoodzaakt om jiujitsu te leren aan normale burgers. Later vloog jiujitsu over naar het Westen.

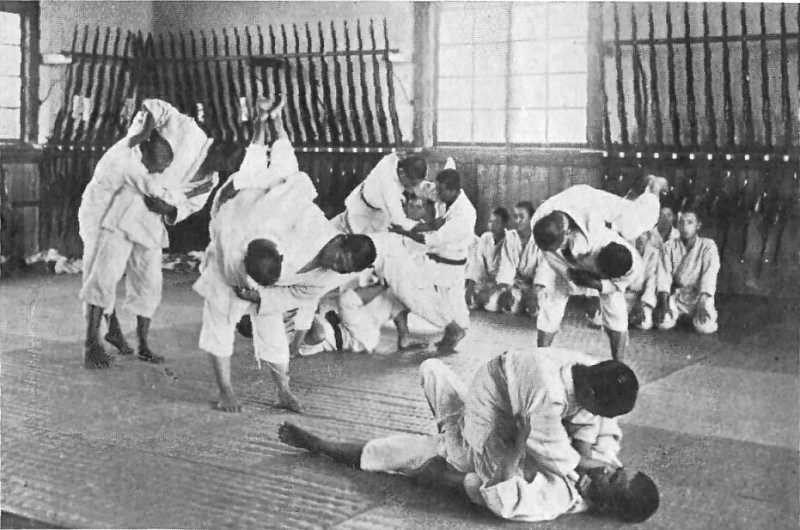
Jiujitsu training op een agrarische school in Japan rond 1920.

Uit het jiujitsu zijn diverse zelfverdedigingsvormen en -sporten voortgekomen, zoals aikido, wat oorspronkelijk Daitoryu aikijiujitsu was, en judo, waarbij de jutsu van jiujitsu een "do", een "weg, kunst" is geworden (ju-jutsu → ju-do).
Over de geschiedenis van het jiujitsu bestaan verschillende legendes.
De meest populaire versie is die van Dr. Akiama, een Japans geneesheer, die in China een rondreis maakte en daar een gevechtskunst bewonderde.
Dr. Akiama maakte zich deze kunst meester en na geruime tijd beheerste hij ze als een ware meester.
Hij bleef echter met het probleem worstelen, wat hij zou kunnen doen indien deze technieken op hem werden toegepast.
Na lange maanden van overpeinzing bracht op een winterdag de natuur het antwoord naar hem toe.
Hij zag hoe een van de takken van een kerselaar brak onder het gewicht van een vracht sneeuw.
Toen hij de wilg bekeek merkte hij hoe deze veerkrachtige takken doorbuigen en de sneeuw er lieten afglijden.
Op slag had hij een oplossing voor zijn kwelling, als men wil overleven moet men veerkrachtig en meegaand zijn.
Hij paste de technieken aan naar zijn nieuwste vondst en het jiujitsu was geboren.
Deze kunst was zodanig effectief dat de samoerai ze aanleerden om in geval van ontwapening nog in staat te zijn zich op een afdoende en efficiënte manier te kunnen verdedigen.
Naast het iai-jutsu en het kenjutsu werd ook het jiujitsu een belangrijke factor in de opleiding tot samoerai.
Het moderne jūjutsu is dan weer ontstaan uit het jūdō met toevoegingen van technieken uit onder andere karatedō en aikidō. De verschillen tussen het moderne en het - in het westen relatief zeldzame - traditionele jūjutsu zijn vrij groot.

## Graduatiesysteem van jiujitsu
| Graad   | Kleur    | Kleur | Naam                  |
| ------- | -------- | ----- | --------------------- |
| 6e Kyu  | wit      |       | rokku-kyu             |
| 5e Kyu  | geel     |       | go-kyu                |
| 4e Kyu  | oranje   |       | yon-kyu of shi-kyu    |
| 3e Kyu  | groen    |       | san-kyu               |
| 2e Kyu  | blauw    |       | ni-kyu                |
| 1e Kyu  | bruin    |       | ichi-kyu              |
| 1e Dan  | zwart    |       | sho-dan               |
| 2e Dan  | zwart    |       | ni-dan                |
| 3e Dan  | zwart    |       | san-dan               |
| 4e Dan  | zwart    |       | yon-dan               |
| 5e Dan  | zwart    |       | go-dan                |
| 6e Dan  | rood-wit |       | rokku-dan             |
| 7e Dan  | rood-wit |       | shichi-dan (nana-dan) |
| 8e Dan  | rood-wit |       | hachi-dan             |
| 9e Dan  | rood     |       | ku-dan                |
| 10e Dan | rood     |       | ju-dan                |

De kleur van de band geeft de graad van gevorderdheid in het jiujitsu aan: een beginner heeft een witte band, waarna geel, oranje, groen, blauw, bruin en zwart volgen (de kyu-graden, die van hoog naar laag genummerd zijn — een hoge graad heeft een laag nummer). De tijd tussen het behalen van kyu bedraagt minimaal zes maanden. Tussen 1e kyu en 1e dan is de tijd minimaal een jaar. Hoe hoger de dan, hoe langer de tussentijd.
Voor kinderen en jonge jiujitsuka's tot 12 jaar is er nog een onderverdeling waarbij aan een band een andersgekleurde slip kan zitten om aan te geven dat de beoefenaar tussen de gedragen band en de volgende in zit. Tussen de meestergraden (zwarte banden; dangraden) is het onderscheid te zien aan gouden, witte of paarse streepjes dwars op het uiteinde van de zwarte band.

## Kata's
In jiujitsu wordt gebruikgemaakt van kata's; dit zijn series aanvallen en verdedigingen die zo perfect mogelijk uitgevoerd dienen te worden.
Voorbeelden van een jiujitsu kata zijn:
- Ebo no kata (exameneis voor 1e dan bij de Judo Bond Nederland)
- Ne waza jitsu no kata (exameneis voor 2e dan bij de Judo Bond Nederland)
- Goshin jitsu jitsu no kata (exameneis voor 4e dan bij de Judo Bond Nederland)
- Kime no kata (exameneis voor 5e dan bij de Judo Bond Nederland)